# سامويل أديغبينرو
سامويل أديغبينرو (بالإنجليزية: Samuel Adegbenro) (3 ديسمبر 1995 بنيجيريا - ) هو لاعب كرة قدم نيجيري في مركز الهجوم. لعب مع كوارا يونايتد ونادي فيكينغ.

## وصلات خارجية
- سامويل أديغبينرو على موقع اتحاد النرويج (النرويجية)
- سامويل أديغبينرو على موقع قاعدة بيانات كرة القدم.إي يو (الإنجليزية)
- سامويل أديغبينرو على موقع Soccerway.com (الإنجليزية)
- سامويل أديغبينرو على موقع عالم كرة القدم.نت (الإنجليزية)